# Svobodinovo, Kărdjali
Svobodinovo (în bulgară Свободиново) este un sat în comuna Cernoocene, regiunea Kărdjali,  Bulgaria. 

## Demografie
Componența etnică a satului Svobodinovo
     Turci (93,14%)
     Bulgari (2,28%)
     Nicio identificare (4,57%)
     Altele (0%)
La recensământul din 2011, populația satului Svobodinovo era de 175 locuitori. Din punct de vedere etnic, majoritatea locuitorilor (93,14%) erau turci, cu o minoritate de bulgari (2,28%). Pentru 4,57% din locuitori nu este cunoscută apartenența etnică.